# Der Große Seelentrost
Der Große Seelentrost (auch kurz: Seelentrost) ist ein niederdeutsches Erbauungsbuch des 14. Jahrhunderts. Es wurde früh ins Schwedische und Dänische übersetzt. Das Werk ist stark von der Exemplumsammlung des Stephan von Bourbon beeinflusst. Letztes, längstes und wichtigstes der etwa 200 Exempel umfassenden Sammlung ist eine Erzählung über Alexander. Sie sollte ganz allgemein vor der Gier warnen und kommt darum ohne Eigennamen – wie Macedonien oder Babylon – aus. Der Alexanderroman des Großen Seelentrostes basiert auf einer Kompilation aus dem Roman des Archipresbyters Leo von Neapel und Auszügen aus der Kurzfassung des Julius Valerius.
Der erste niederdeutsche Satz des Seelentrost nach einem lateinischen Prolog lautet: „Der sele trost leghet an hiliger lere vnde an betrachtunge der hilgen scrift.“ (etwas „Trost findet die Seele in der heiligen Lehre und in der Betrachtung der Heiligen Schrift.“)